# Pont-de-Vaux
Pont-de-Vaux är en kommun i departementet Ain i regionen Auvergne-Rhône-Alpes i östra Frankrike. Kommunen ligger  i kantonen Pont-de-Vaux som ligger i arrondissementet Bourg-en-Bresse. Kommunens areal är 7,54 km². År 2022 hade Pont-de-Vaux 2 184 invånare.

## Befolkningsutveckling
Antalet invånare i kommunen Pont-de-Vaux
Referens: INSEE